# Corybas ventricosus
Corybas ventricosus är en orkidéart som först beskrevs av Johannes Jacobus Smith, och fick sitt nu gällande namn av Rudolf Schlechter. Corybas ventricosus ingår i släktet Corybas, och familjen orkidéer. Inga underarter finns listade i Catalogue of Life.